# Scomberomorus sierra
Scomberomorus sierra ist ein Scombride, der sowohl als Sportfisch als auch in der kommerziellen Fischerei bedeutend ist. Als Speisefisch ist er sehr geschätzt.

## Beschreibung
Die erste Rückenflosse dieses Fisches besteht aus 15 bis 18 Hartstrahlen, die zweite Rückenflosse aus 16 bis 19 Weichstrahlen. Die Afterflosse hat 16 bis 21 Weichstrahlen. Ober- und unterseits des Schwanzstieles befinden sich sieben bis zehn Flössel. Typisch für einen Scombriden ist die große, tief gespaltene Schwanzflosse. Die Brustflossen haben für gewöhnlich jeweils 21 Weichstrahlen. Die Flanken sind silbrig, der Rücken etwas dunkler. Auf den Flanken befinden sich mehrere Reihen von gelblichen, orangen oder bräunlichen Flecken. Eine Schwimmblase ist nicht vorhanden.

## Verbreitung, Lebensraum und Biologie
Scomberomorus sierra ist an der Westküste des amerikanischen Doppelkontinents von Niederkalifornien bis zur Küste Perus und um die Galapagosinseln verbreitet. Diese Fischart bevorzugt flache Küstengewässer bis zwölf Meter Tiefe. Sie ernährt sich vor allem von kleinen Heringsartigen wie z. B. Sardellen. Es handelt sich um einen Gruppenfisch.